# Regina Vasorum

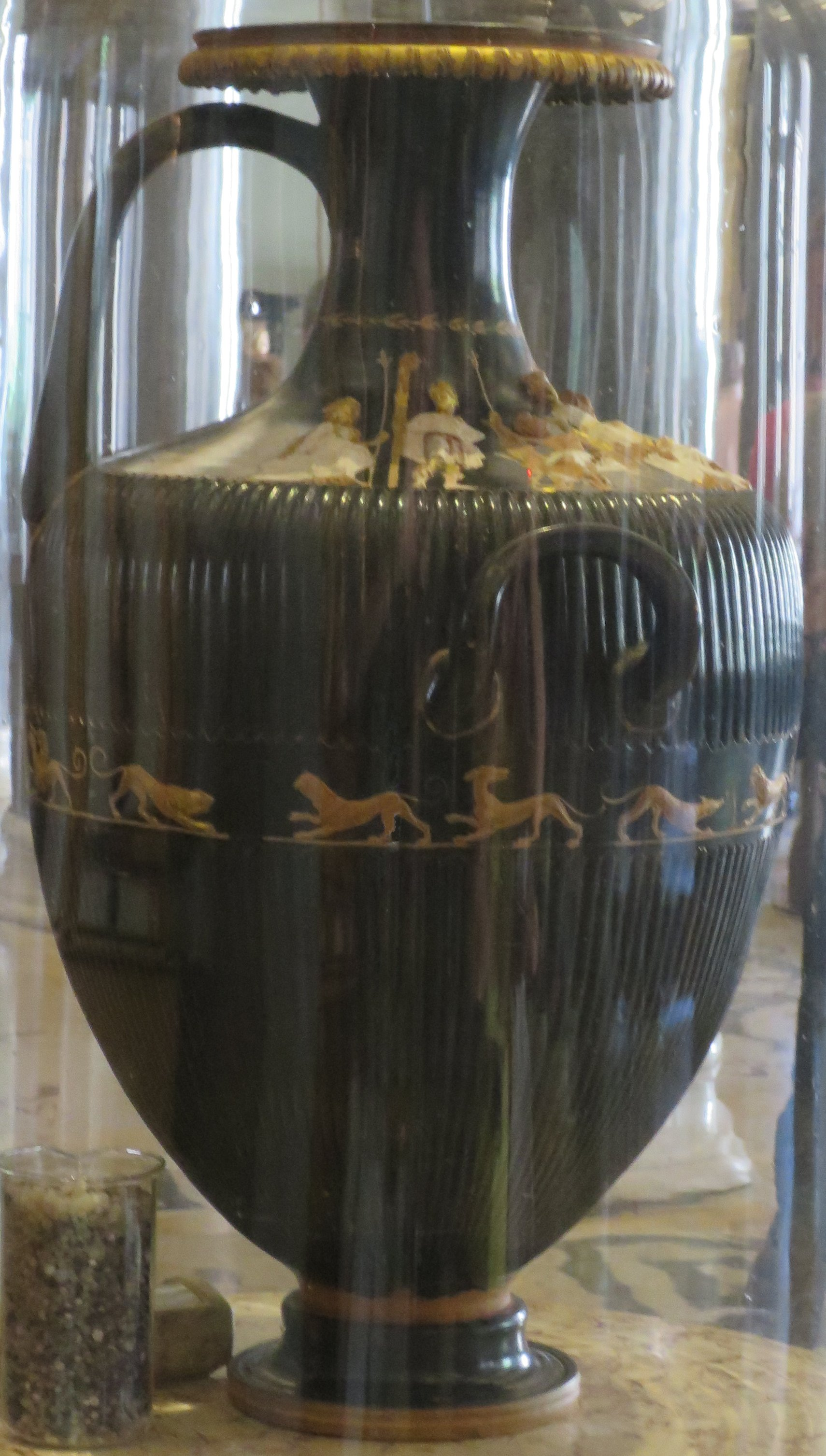

Regina Vasorum – pochodząca z Kampanii okazała waza grecka, hydria z IV wieku p.n.e. Nazwę „Królowej Waz” zyskała ze względu na piękno i oryginalność dekoracji; jest także cennym źródłem ikonograficznym.
Naczynie o wysokości 65,5 cm pokostowane jest czarnym firnisem i w najszerszym miejscu korpusu (brzuśca) ozdobione pasem ornamentu z przedstawieniem gryfów, lwów i panter. Najważniejszą ozdobę stanowi umieszczona na ramionach naczynia aplikowana dekoracja reliefowa, przedstawiająca orszak greckich bóstw. Ich figury zostały wymodelowane oddzielnie, a następnie naniesione na powierzchnię i pokryte polichromią białą, niebieską, purpurową oraz złoceniem.
Podobnie ozdobne wazy wytwarzane w Atenach w IV stuleciu p.n.e. przeznaczano głównie na wywóz, kształtując tę produkcję z wyraźnym uwzględnieniem gustu i upodobań zewnętrznych odbiorców. W opinii Kazimierza Michałowskiego Regina Vasorum stanowi wybitny przykład tej attyckiej eksportowej produkcji. 
W 1862 r. waza została zakupiona z kolekcji markiza Gian Pietro Campany do zbiorów carskiego Ermitażu; wystawiana w Sali Dwudziestu Kolumn w Nowym Ermitażu.